# The Cake Kitchen
The Cake Kitchen è un extended play dei The Cakekitchen pubblicato in Nuova Zelanda nel 1990 dalla Flying Nun Records.

## Tracce
Lato A
1. Dave the Pimp – 5:16 (Graeme Jefferies e Robert Key)
2. Witness to Your Secrets – 4:11 (Graeme Jefferies)

Lato B
Testi e musiche di Graeme Jefferies.
1. Silence of the Sirens – 2:40
2. Machines – 4:00

## Musicisti
- Rachael King: basso e voce
- Robert Key: batteria
- Graeme Jefferies: voce, chitarra e pianoforte